# Session 9
Pour plus de détails, voir Fiche technique et Distribution.
Session 9 ou Session nº9 au Québec est un film américain réalisé par Brad Anderson, sorti en 2001.

## Synopsis
Quatre personnes travaillant dans une entreprise de bâtiment sont appelées pour rénover un asile désaffecté depuis une quinzaine d'années. Mais le bâtiment en question est hanté et la tension entre l'équipe monte au fur et à mesure de leur présence dans ce lieu.

## Fiche technique
- Titre : Session 9
- Réalisation : Brad Anderson
- Budget : 1,5 million de dollars
- Pays :  États-Unis
- Genre : Horreur, Thriller
- Durée : 100 minutes
- Date de sortie en salles :  10 août 2001
- Date de sortie en vidéo :  7 décembre 2006
- Classification :  Interdit aux moins de 16 ans

## Distribution
- Peter Mullan (VF : Gérard Darier ; VQ : Hubert Gagnon) : Gordon « Gordy » Fleming
- David Caruso (VF : Boris Rehlinger ; VQ : Jacques Lavallée) : Phil
- Stephen Gevedon (VF : Bruno Choël ; VQ : Daniel Picard) : Mike
- Josh Lucas (VF : Arnaud Arbessier) : Hank
- Brendan Sexton III (VF : Alexis Victor ; VQ : Martin Watier) : Jeff, le neveu de Gordon
- Larry Fessenden : Craig McManus
- Paul Guilfoyle (VF : Michel Mella ; VQ : Luis de Cespedes) : Bill Griggs
- Charley Broderick : le garde de sécurité
- Lonnie Farmer (VF : Philippe Vincent) : le psychologue (voix)
- Jurian Hughes : Mary Hobbes (voix)
- Sheila Stasack : Wendy (voix)

 Source et légende : version française (VF) sur RS Doublage , Voxofilm et selon le carton du doublage français sur le DVD zone 2.

## Autour du film
- Bien que Session 9 fut présenté au Festival de Deauville en septembre 2001 et au festival de Gérardmer en janvier 2004, le film n'est sorti directement en vidéo qu'en 2006.
- Deux acteurs des Experts ou ses séries dérivées jouent dans Session 9 : David Caruso (Les Experts : Miami) et Paul Guilfoyle (Les Experts).